# Allard van der Borch van Verwolde (1842-1919)
Allard Philip Reinier Carel baron van der Borch van Verwolde (Oosterhout, 1 februari 1842 - Verwolde, 11 mei 1919) was een Nederlands bestuurder en politicus.
Allart Philip Reinier van der Borch van Verwolde werd geboren in 1842; bij gerechtelijk vonnis van 18 december 1860 werden zijn voornamen gewijzigd in Allard Philip Reinier Carel. Hij was een zoon van Willem François Emile van der Borch van Verwolde en Henrica Paulina van der Heim.
Van der Borch van Verwolde was in de periode 1884 tot 1913 meermaals een antirevolutionair Tweede Kamerlid. Eerder was hij, in de periode 1877 tot 1883, een aantal malen kandidaat (in de kiesdistricten Zutphen, Deventer en Arnhem), maar hij werd telkens verslagen. Hij kwam in 1884, als een van de weinige niet-katholieken voor een Brabants kiesdistrict, bij een tussentijdse verkiezing in het kiesdistrict Zevenbergen in de Kamer, hoewel hij advocaat in Zutphen en burgemeester van Gorssel (1872-1887) was. Bij de algemene verkiezingen van 1884, 1886 en 1887 werd hij telkens herkozen. Bij de algemene verkiezingen van 6 maart 1888 werd hij verslagen, maar op 20 november 1888 trad hij wederom toe tot de Tweede Kamer na een overwinning bij een tussentijdse verkiezing in het kiesdistrict Schiedam.
Bij de Tweede Kamerverkiezingen van 1894 verloor Van der Borch van Verwolde, een aanhanger van de voorstellen van Tak van Poortvliet inzake uitbreiding van het kiesrecht, zijn zetel. In 1897 werd hij gekozen in het kiesdistrict Ridderkerk; voor dit kiesdistrict werd hij telkens herkozen in 1901, 1905 en 1909. Bij de verkiezingen van 1913 werd hij verslagen.
Van der Borch van Verwolde was in de Tweede Kamer vooral deskundig op het gebied van waterstaat. Als 'opvolger' van ds. Donner hief hij enkele jaren het 'Leve de koningin' aan op Prinsjesdag. Omdat hij voorstander van kiesrechtuitbreiding was, had hij enige tijd de bijnaam de 'rode baron'.
Van 1886 tot 1919 was Van der Borch van Verwolde lid van Provinciale Staten van Gelderland en van 1894 tot 1919 was hij gedeputeerde van deze provincie.
Van der Borch van Verwolde was heer van Verwolde en van Blankenborg.

## Familierelaties
- Jhr. mr. Paulus van der Heim was zijn grootvader.
- Mr. J.P.P. baron van Zuylen van Nijevelt was zijn schoonvader (de vader van zijn tweede echtgenote).
- Zijn eerste zoon, Allard Philip baron van der Borch van Verwolde (Gorssel, 6 april 1881 - Deventer, 12 januari 1944), was burgemeester van Holten
- Zijn tweede zoon, mr. Willem Henrik Emile baron van der Borch van Verwolde (Gorssel, 30 oktober 1882 - Biarritz, 5 november 1969), was burgemeester van Gorssel
- Zijn naamgenoot Allard baron van der Borch van Verwolde (Gorssel, 11 augustus 1926 - Verwolde, 5 maart 2008) was zijn kleinzoon.

## Onderscheidingen
Allard van der Borch van Verwolde was Ridder in de Orde van de Nederlandse Leeuw en Commandeur in de Orde van Oranje-Nassau.
- Biografisch Portaal: 73038827
- Parlement.com: vg09lkyhygzo